# Rainbow of Love
Rainbow of Love è un brano musicale del dj francese Bob Sinclar, con la parte vocale eseguita da Ben Onono, ed estratto come secondo singolo dall'album Made in Jamaica del 2010. In Italia il brano è noto per essere stato scelto nello spot pubblicitario per il lancio delle ultime due novità dell'Alfa Romeo MiTo. Questa canzone è un remix di "U Don't Know Me" di Armand Van Helden. Grazie alla popolarità ottenuta, il brano ha raggiunto la quinta posizione dei singoli più venduti.
Il brano è stato utilizzato come sigla finale del film del 2010 Natale in Sudafrica.

## Stile
Il brano vanta il contributo vocale di Ben Onono, cantante solista nonché voce del progetto Saffron Hill nel 2003, che aveva già collaborato in passato con il dj francese.

## Il video
Nel video si vede Bob Sinclar diventare un cartone animato: interpreta un bambino nel "Paese delle Meraviglie", con il coniglio bianco rimpiazzato da una cicogna rossa che suona il mandolino.

## Tracce
Download digitale
1. Rainbow of Love Radio Edit) – 3:27

iTunes download digitale
1. Rainbow of Love (Radio Edit) – 3:27
2. Rainbow of Love (Club Version) – 7:23
3. Rainbow of Love (Klossman Wild Remix) – 8:16
4. Rainbow of Love (Sergio Flores Remix) – 7:41
5. Rainbow of Love (Sergio Flores Dub) – 7:13

## Classifiche
| Classifica (2010) | Posizione massima |
| ----------------- | ----------------- |
| Italia            | 5                 |